# Solarium

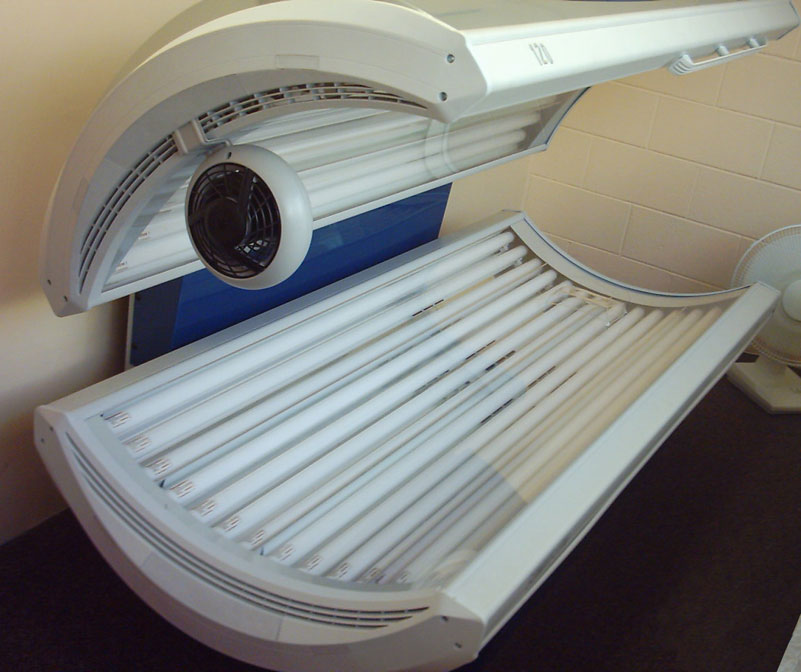
Lit de bronzage.

Un solarium ou salon de bronzage est un établissement ou un lieu aménagé pour permettre de s'exposer à la lumière solaire ou à des rayons ultraviolets, le plus souvent afin de bronzer de façon accélérée. Certains établissements médicaux ont parfois recours à ce type d'équipement dans le cadre du traitement par thérapie photodynamique d'affections comme le psoriasis.
Les lits de bronzage utilisés dans les établissements commerciaux émettent habituellement 95 % d'UVA et 5 % d'UVB, à ± 3 % près. Leur utilisation est considéré comme un facteur certain de cancer de la peau par le Centre international de recherche sur le cancer.
On emploie aussi le terme solarium pour parler d'une serre habitable.

## Historique

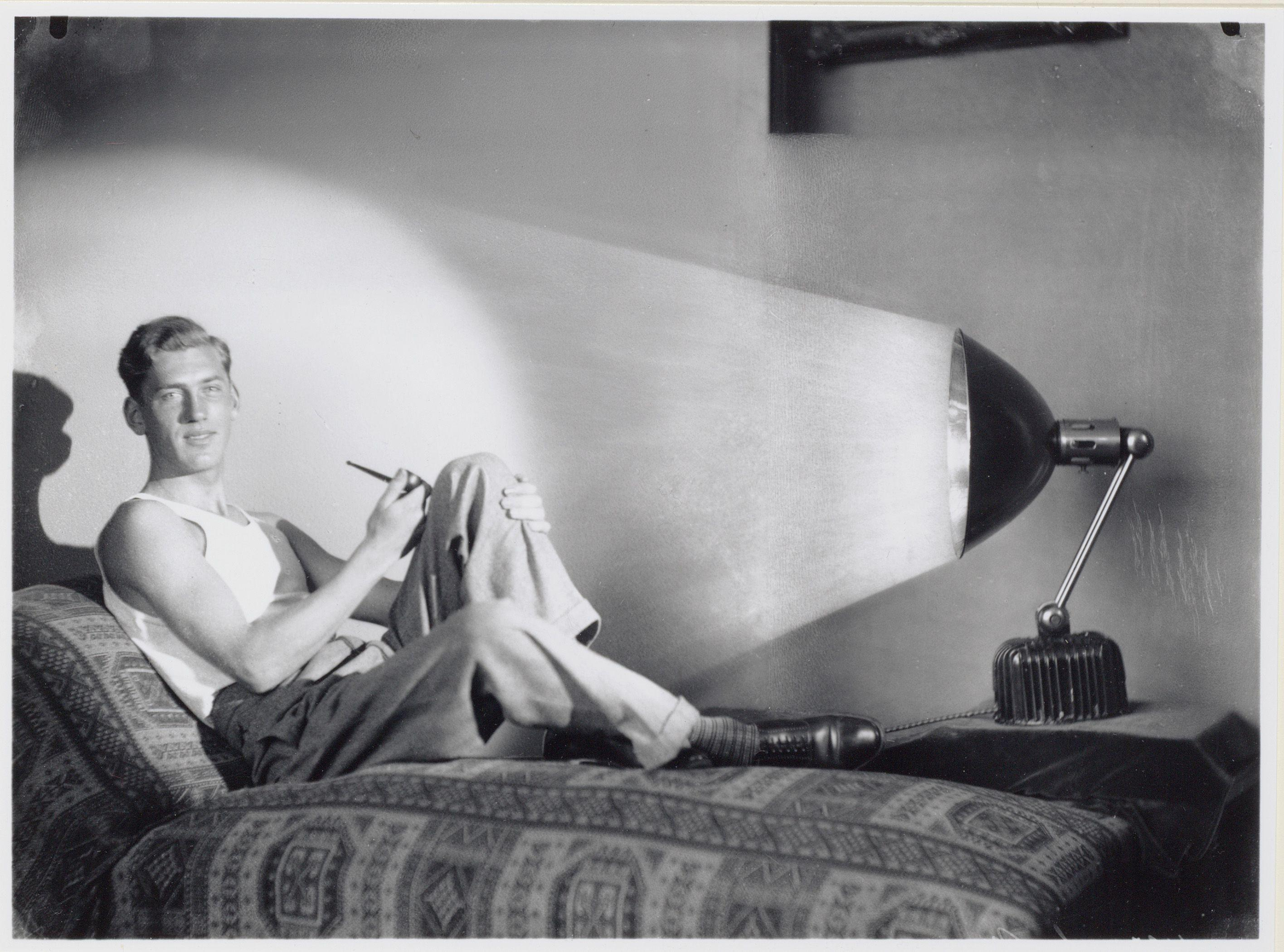
Lampe solaire aux Pays-Bas, 1930.

En 1890, le physicien danois Niels Ryberg Finsen développe une lampe à arc au carbone, qui produit un rayonnement ultraviolet permettant de traiter certaines affections de la peau, notamment le lupus vulgaris. Il se voit récompensé par le prix Nobel de médecine en 1903 pour ses travaux,.
Jusqu'à la fin du XIXe siècle en Europe et en Amérique du Nord, avoir un teint pâle était un marqueur des classes sociales élevées parmi la population blanche. Lors de l'époque victorienne, les femmes portaient des parasols, des chapeaux et des gants qui protégeaient du soleil. Avec l'industrialisation, les classes populaires qui étaient associées au travail au soleil devinrent associées aux usines et aux logements sombres. Une peau pâle est alors synonyme de mauvaise santé et de pauvreté. En 1923, Coco Chanel revient de vacances à Cannes bronzée, et s'en vante dans Vogue. Avoir une peau bronzée devient à la mode,,.
En parallèle, les médecins recommandent les cures solaires à leurs patients, vantant notamment les propriétés antiseptiques. La lumière solaire est vue comme un remède contre la dépression, le diabète, la constipation, la pneumonie, une anomalie de la pression du sang, et d'autres problèmes. Dans les années 1920 apparaissent les premières lampes solaires émettant un fort pourcentages d'UVB, causant des brûlures. Friedrich Wolff, un scientifique allemand, utilise des lampes à 95 % d'UVA et 5 % d'UVB sur des athlètes. En 1978, ses dispositifs sont vendus aux États-Unis : c'est le début de l'industrie des lampes solaires,. Les premiers solariums ouvrent en Europe et en Amérique du Nord à la fin des années 1970.

## Raisons de l'utilisation

### Usage médical
Certaines maladies de la peau, comme la kératose, le psoriasis, l'eczéma ou l'acné, peuvent être traitées par des UVB. Cela permet en outre la présence de personnel dermatologue lors du traitement. Une compilation d'études, publiée en 2015, considère que l'utilisation modérée d'ultraviolets est un traitement recommandé contre le psoriasis.
Il est possible d'utiliser les ultraviolets en combinaison avec un médicament par voie orale,. Cependant, la plupart des bancs solaires commerciaux émettent principalement des UVA, et non des UVB efficaces contre le psoriasis.

### Vitamine D
La vitamine D est synthétisée lorsque la peau est exposée aux UVB. La vitamine D est nécessaire à la minéralisation et la croissance des os. Dans une étude, des chercheurs ont trouvé un taux de vitamine D ainsi qu'une densité osseuse plus élevées chez les utilisateurs de cabines à ultraviolet.
Certains chercheurs ont suggéré que 5 à 30 minutes d'exposition au soleil au moins deux fois par semaine sur le visage, les bras et les jambes sans crème solaire étaient suffisantes pour la production de la vitamine D nécessaire à l'organisme, et que l'utilisation modérée de bancs solaires avec émission de 2 à 6 % d'UVB était également efficace,. Pour la plupart des chercheurs, les risques de cancer de la peau sont supérieurs aux bénéfices attendus, d'autant que la production de vitamine D engendrée dépasse de beaucoup les besoins. Dans tous les cas, une alimentation adaptée ou des compléments alimentaires apportent la vitamine D nécessaire à l'organisme,.

## Mise en cause des cabines UV

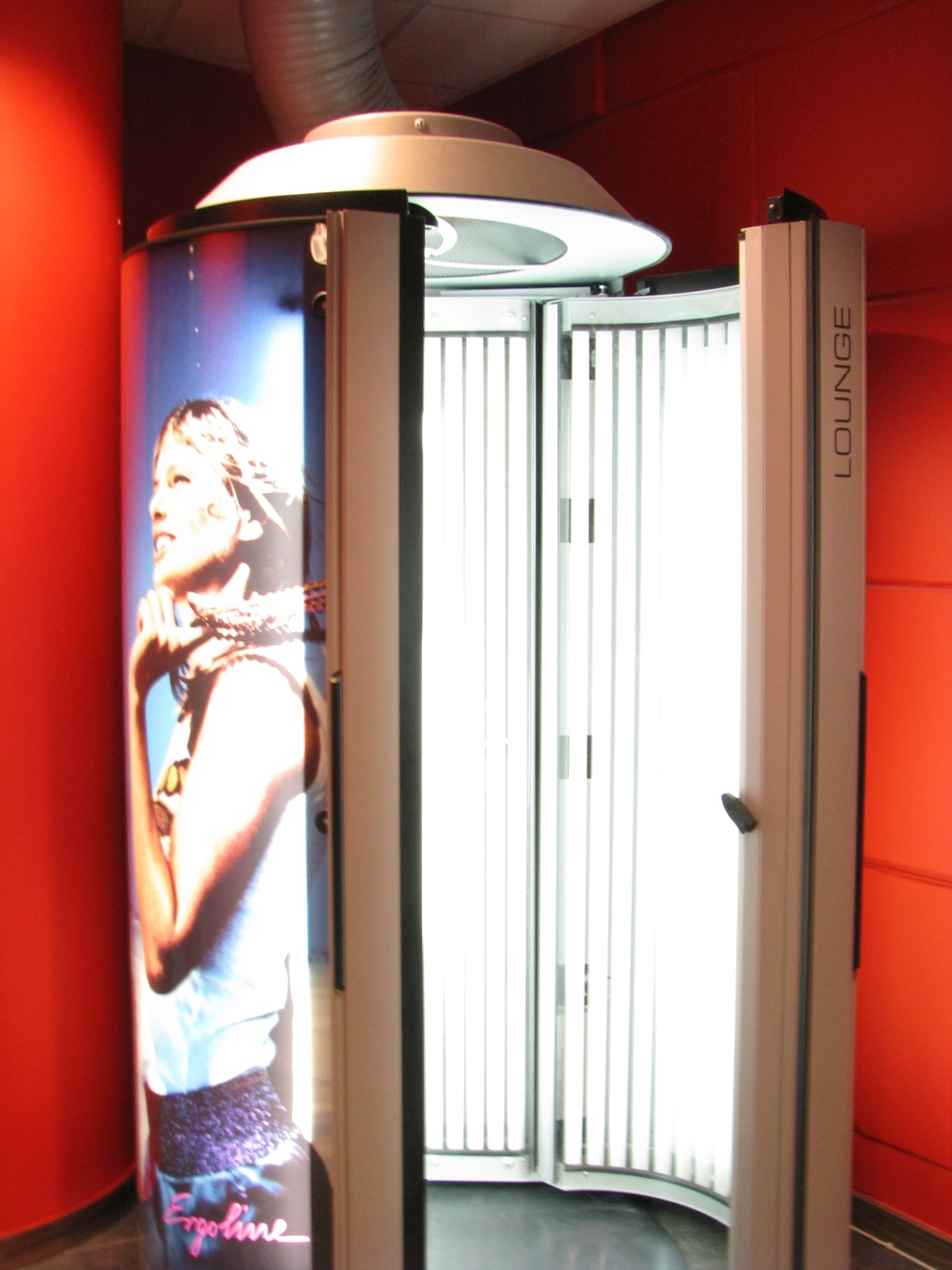
Cabine de bronzage.

Le Centre international de recherche sur le cancer a classé les cabines de bronzage dans la liste des cancérigènes certains (groupe 1).
Les cabines de bronzage UV seraient responsables de 800 morts par an en Europe par mélanome,.
L'exposition chronique aux UV A émis par les lampes à bronzer de ces cabines entraîne également d'autres cancers de la peau, les carcinomes baso et spinocellulaires. Elle peut aussi induire des kératoses actiniques susceptibles de se transformer en cancers.
En 2005, l'Organisation mondiale de la santé (OMS) encourage les pays à formuler et à renforcer les lois de manière à mieux contrôler l'utilisation des lits de bronzage, en interdisant, par exemple toute utilisation de lits de bronzage sans supervision. La recommandation de l'OMS relative à l'utilisation des lits de bronzage entre dans le cadre de ses efforts généraux visant à protéger la santé des gens qui pourraient être surexposés au rayonnement UV. L'OMS, de concert avec ses partenaires, la Commission internationale de protection contre les rayonnements non ionisants, le Programme des Nations unies pour l'environnement et l'Organisation météorologique mondiale, a élaboré l'indice universel de rayonnement UV solaire, désormais utilisé dans de nombreux pays dont l'Allemagne, l'Argentine, l'Australie, l'Espagne, la Finlande, la France, la Grèce, Israël, le Mexique, la Norvège, la Pologne, le Portugal, la République tchèque, la Suède et la Suisse et qui a été récemment adopté pour l'usage général aux États-Unis d'Amérique et au Canada.

## Interdiction

### Pour les mineurs
En 1997, la France est le premier pays à interdire les bancs solaires aux moins de 18 ans. Cette interdiction a depuis été appliquée également par l'Autriche, la Belgique, l'Allemagne, l'Irlande, le Portugal, l'Espagne et le Royaume-Uni. 
Au Canada, les provinces où cette pratique est interdite aux moins de 18 ans sont la Colombie-Britannique, l'Alberta, le Manitoba, la Saskatchewan, l'Ontario, le Québec,, et l'Île-du-Prince-Édouard. Les provinces où cette interdiction concerne les moins de 19 ans sont le Nouveau-Brunswick, la Nouvelle-Écosse, la Terre-Neuve-et-Labrador, et les Territoires du Nord-Ouest. Santé Canada recommande de ne pas utiliser ces équipements. 
Depuis 2011, l'État de Californie interdit également l'usage des cabines de bronzage aux mineurs.

### Australie
Les services commerciaux de solarium sont interdits dans tous les États, à l'exception du Territoire du Nord, qui ne dispose cependant d'aucun centre solaire en activité. La possession à titre privé d'un banc solaire est cependant autorisée. Le nombre de cancers de la peau est très élevé en Australie, ce qui justifie cette interdiction.

### Belgique
Le conseil supérieur de la santé demande son interdiction en juin 2017. Le ministre de la Protection du Consommateur, Kris Peeters, se montre réticent, avançant un risque de développement de l'utilisation à domicile.
Dans tous les cas, la présence d'un responsable est obligatoire, et les peaux de phototype I (les plus claires) ne sont pas autorisées.

### Brésil
Le premier pays a interdire les cabines à UV à usage cosmétique est le Brésil, en 2009, à la suite d'une décision de l'agence nationale de la santé.

### France
En France, l'Académie nationale de médecine réclame l'interdiction complète des cabines à UV au mois de mai 2012. La commission sénatoriale rejoint cet avis en juillet 2012 et recommande l'interdiction des cabines de bronzage « hors usage médical ». Il est en outre interdit aux professionnels du bronzage de revendiquer comme argument marketing tout bénéfice sanitaire de leurs appareils,. Le Sénat français a voté en faveur d'une interdiction des cabines de bronzage en septembre 2015, mais cette décision a été annulée par l'Assemblée nationale, à la demande du gouvernement.